# Hubert Chantraine
Hubert Chantraine (Lontzen, 17 januari 1945) is een voormalig Belgisch senator.

## Levensloop
Chantraine studeerde aan de Université catholique de Louvain waar hij doctor in de genees-, heel- en verloskunde werd. Beroepshalve werd hij gynaecoloog.
In 1995 trad hij in de politiek en werd lid van de Duitstalige afdeling van de PSC (nu cdH), de CSP.
Hij was van januari tot juli 1995 en van 2001 tot 2010 gemeenteraadslid van Eupen en van 1995 tot 2004 lid van het Parlement van de Duitstalige Gemeenschap. Ook zetelde hij van 1995 tot in 1999 in de Belgische Senaat als gemeenschapssenator. Van 1995 tot 1997 was hij afgevaardigde en van 1997 tot 1999 plaatsvervangend afgevaardigde naar de Raadgevende Interparlementaire Beneluxraad.
Daarnaast was hij van 1999 tot 2004 voorzitter van de CSP.

## Eretekens
Op 11 juni 2004 werd Chantraine benoemd tot ridder in de Leopoldsorde.